# Elgar von Dalwigk
Elgar Hugo Heinrich Alfred Oskar Joseph Freiherr von Dalwigk zu Lichtenfels (* 8. Dezember 1827 in Dombrowka an der Oder; † 20. September 1873 ebenda) war ein deutscher Verwaltungsbeamter. Er war Erbherr auf Dombrowka bei Oppeln sowie Deichhauptmann in Kreis Oppeln.

## Herkunft
Seine Eltern waren Ludwig Wilhelm von Dalwig (* 13. Dezember 1780; † 19. August 1847) und dessen zweiter Ehefrau Karoline Anna Eleonore, geborene von Wilktowsky (* 7. Februar 1804; † 7. März 1854).

## Leben
Nach dem Studium trat Dalwigk in den preußischen Staatsdienst ein. Als zweiter Kreisdeputierter aus Dombrowka wurde er 1867 zum Landrat des Landkreises Oppeln ernannt. Das Amt hatte er bis zu seinem Tod inne. Er starb an Typhus am 20. September 1873 in Dombrowka.
Von 1872 bis 1873 saß Dalwigk als Abgeordneter des Wahlkreises Oppeln 2 (Oppeln) im Preußischen Abgeordnetenhaus. Er war Landesältester und gehörte dem Schlesischen Provinziallandtag an.

## Familie
Er heiratete am 18. Februar 1852 die Gräfin Hedwig von Königsdorff (* 10. April 1832; † 1920) aus dem Haus Lohe und Schwester des Felix von Königsdorff. Das Paar hatte mehrere Kinder:
- Alfred (* 14. Dezember 1852; † 18. Februar 1911)[4]

⚭ 1878 Laura Heimendahl (geschieden)
⚭ 1902 Gabriele Kozmian
- Hedwig (* 26. August 1854) ⚭ Ernst Haarhaus, Fabrikbesitzer
- Eleonore (* 10. August 1856; † 19. November 1936) ⚭ 1881 Gero von Gersdorff (* 16. März 1846; † 14. April 1910), Amtsrichter
- Elisabeth (* 4. Juni 1858; † 11. Juni 1859)[5]
- Elgar (* 5. Januar 1860) ⚭ 1883 Luise Adele Haarhaus (* 21. März 1862; † 19. August 1928) Eltern von Ada von Voß
- Heinrich (* 24. Mai 1864; † 27. Juli 1924) ⚭ 1888 Aline von Dewitz (* 22. Oktober 1869; † 30. November 1935), Generalmajor, Oberregierungsrat
- Lucia (* 25. April 1869) ⚭ Bernhard Johann von Bernuth (* 9. Juli 1863; † 1942), Herr auf Heinzendorf und Stroppen
- Elisabeth Hedwig Adolfine (* 8. Juni 1873) ⚭ 1893 Julius Fiedler, Oberst a. D.